# Каштанівська сільська рада
Кашта́нівська сільська́ ра́да — адміністративно-територіальна одиниця та орган місцевого самоврядування в Бахчисарайському районі Автономної Республіки Крим. Адміністративний центр — село Каштани.

## Загальні відомості
- Населення ради: 3 350 осіб (станом на 2001 рік)

## Населені пункти
Сільській раді були підпорядковані населені пункти:
- с. Каштани
- с. Відрадне
- с. Кочергіне
- с. Шевченкове

## Склад ради
Рада складалася з 20 депутатів та голови.
- Голова ради: Примуш Наталя Іванівна
- Секретар ради: Фоліна Ніна Іванівна

### Керівний склад попередніх скликань
| Прізвище, ім'я, по батькові | Основні відомості                                                                       | Дата обрання | Дата звільнення |
| --------------------------- | --------------------------------------------------------------------------------------- | ------------ | --------------- |
| Глотов Віктор Петрович      | Сільський голова, 1953 року народження, безпартійний                                    | 26.03.2006   | 31.10.2010      |
| Примуш Наталя Іванівна      | Сільський голова, 1970 року народження, освіта середня спеціальна, член Партії регіонів | 31.10.2010   |                 |

Примітка: таблиця складена за даними сайту Верховної Ради України

### Депутати
За результатами місцевих виборів 2010 року депутатами ради стали:

#### За суб'єктами висування
| Суб'єкт висування           | Кількість обраних депутатів | %  |
| --------------------------- | --------------------------- | -- |
| Комуністична партія України | 10                          | 50 |
| Партія регіонів             | 5                           | 25 |
| Самовисування               | 5                           | 25 |

#### За округами
| № округу                    | Прізвище, ім'я, по батькові       | Дата визнання обраним | Освіта             | Партійна приналежність            | Відомості про обраного депутата                                           |
| --------------------------- | --------------------------------- | --------------------- | ------------------ | --------------------------------- | ------------------------------------------------------------------------- |
| Комуністична партія України |                                   |                       |                    |                                   |                                                                           |
| 3                           | Бедаш Виталій Вікторович          | 03.11.2010            | середня            | член Комуністичної партії України | тимчасово не працює                                                       |
| 4                           | Риженко Юлія Сергіївна            | 03.11.2010            | вища               | позапартійна                      | ЗАТ «Бурлюк», економіст                                                   |
| 6                           | Карімова Ленара Мідатівна         | 03.11.2010            | вища               | член Комуністичної партії України | ПП «Нікітін», бухгалтер                                                   |
| 9                           | Бу'янська Жанна Борисівна         | 03.11.2010            | середня спеціальна | позапартійна                      | відділення зв'язку, начальник                                             |
| 10                          | Дубин Анатолій Іванович           | 03.11.2010            | вища               | позапартійний                     | СЗАТ «Крим-Аромат», агроном                                               |
| 11                          | Лойко Андрій Іванович             | 03.11.2010            | середня спеціальна | член Комуністичної партії України | тимчасово не працює                                                       |
| 12                          | Кульшова Наталя Олександрівна     | 03.11.2010            | середня            | член Комуністичної партії України | тимчасово не працює                                                       |
| 14                          | Кузнєцова Валентина Олександрівна | 03.11.2010            | середня спеціальна | позапартійна                      | Каштанівська сільська рада, начальник ВУС                                 |
| 16                          | Надєіна Катерина Олександрівна    | 03.11.2010            | вища               | позапартійна                      | Бахчисарайський навчально-виховний комплекс «Школа-гімназія № 3», вчитель |
| 17                          | Подкуйко Дмитро Олександрович     | 27.12.2010            | вища               | член Комуністичної партії України | приватний підприємець                                                     |
| Партія регіонів             |                                   |                       |                    |                                   |                                                                           |
| 1                           | Карпюк Валерій Вікторович         | 03.11.2010            | середня            | член Партії регіонів              | ЗАТ «Бурлюк», водій                                                       |
| 5                           | Фоліна Ніна Іванівна              | 03.11.2010            | вища               | член Партії регіонів              | пенсіонер                                                                 |
| 8                           | Ширяєва Олена Ігнатіївна          | 03.11.2010            | вища               | член Партії регіонів              | Каштанівська загальноосвітня школа, завгосп                               |
| 15                          | Часовникова Марина Василівна      | 03.11.2010            | вища               | член Партії регіонів              | дошкільний навчальний заклад «Золотой петушок», вихователь                |
| 20                          | Пряхін Володимир Миколайович      | 03.11.2010            | вища               | член Партії регіонів              | Кримська фруктова компанія, механік                                       |
| Самовисування               |                                   |                       |                    |                                   |                                                                           |
| 2                           | Куроєд Андрій Павлович            | 03.11.2010            | середня            | позапартійний                     | КРП «ППВКГ м. Бахчисарай», інженер ОП                                     |
| 7                           | Рамазанов Ескендер Сейтаблайович  | 03.11.2010            | середня            | позапартійний                     |                                                                           |
| 13                          | Подкуйко Ярина Леонідівна         | 03.11.2010            | вища               | позапартійна                      | ЗАТ «Бурлюк», головний бухгалтер                                          |
| 18                          | Голубєва Поліна Петрівна          | 03.11.2010            | вища               | позапартійна                      | ЗАТ «Бурлюк», начальник цеху                                              |
| 19                          | Книр Наталя Миколаївна            | 03.11.2010            | вища               | член Партії регіонів              | приватне підприємство                                                     |